# Carl Fredric Nordenskiöld den yngre
Carl Fredric Nordenskiöld (den yngre), född den 30 mars 1756, död den 28 februari 1828, var en svensk swedenborgare och författare.

## Biografi
Carl Fredric Nordenskiöld var son till Carl Fredric Nordenskiöld den äldre och Hedvig Märta Ramsay. Han blev student vid Kungliga Akademien i Åbo 1770, blev sedan auskultant i Svea hovrätt, varefter han efter en tjänst vid Justitierevisionsexpeditionen hamnade på Riksarkivet, slutligen som kanslist och registrator. År 1778 återkom han till regeringen som protokollssekreterare vid Utrikesexpeditionen.
Åren 1783–1786 vistades han i England, där han blev medlem av Theosophical Society, och bildade 1786 i Stockholm Exegetiska sällskapet, senare kallat Exegetiska och philantropiska sällskapet, som bland sina höga beskyddare även räknade hertig Karl. Det tog till sin uppgift att sprida Emanuel Swedenborgs läror och utgav 1787 Samlingar för philantroper. Av större betydelse blev tidningen Medborgaren, känd genom sina angrepp på Johan Henric Kellgren. Den väckte Gustav III:s missnöje och indrogs.
Nordenskiöld, som i likhet med brodern August förenade revolutionära sympatier med religiöst svärmeri, översatte 1792 Thomas Paines The rights of man (Menniskans rättigheter). Genom beskydd av Gustaf Adolf Reuterholm erhöll han en befattning i Hamburg, varifrån han skrev pamfletter mot Gustav III och hans män, Gustav Moritz Armfeldts Landesverrätherey (1795, svensk upplaga samma år), J. H. Kellgrens Leben und Charakter (1796). Återstoden av sitt liv vistades han i Tyskland och dog i Rostock. Den swedenborgska skriften Oneiromantien eller konsten att tyda drömmar (1783) har tidigare tillskrivits Nordenskiöld, men man anser numera att verket troligen har en annan författare.